# Лежо, Вангель
Вангель Стефан Лежо (алб. Vangjel Stefan Lezho; 1 августа 1932, Фиери, Албанское королевство — 28 мая 1979, тюрьма Спач, НСРА) — албанский радиожурналист, диссидент-коммунист. Сторонник Хрущёвской оттепели, активный противник сталинистского режима Энвера Ходжи. Арестован Сигурими, приговорён к 25 годам заключения. Вместе с Фадилем Кокомани направил из тюрьмы письмо в ЦК АПТ с крайне резкими обличениями Ходжи и его политики. Вторично осуждён за создание подпольной «ревизионистской» организации в тюрьме Спач. Приговорён к смертной казни и расстрелян. После падения коммунистического режима признан борцом против тоталитарной диктатуры.

## Учёба в годы «оттепели»
Родился в малоимущей семье православных албанцев. С юности был коммунистическим энтузиастом, состоял в правящей компартии АПТ. Проявлял особый интерес к идеологической и пропагандистской деятельности. В 1954 направлен на учёбу в Советский Союз.
До 1959 Вангель Лежо учился в Москве на факультете журналистики МГУ. Его пребывание в СССР пришлось на период Хрущёвской оттепели. Лежо проникся духом XX съезда КПСС, симпатиями к Никите Хрущёву. В июне 1957 он участвовал в VI Всемирном фестивале молодёжи и студентов. Женился на русской девушке Инне, имел с ней дочь Ирину. Свободно владел русским языком.

## Албанские «шестидесятники»
Вернувшись в Албанию, Вангель Лежо поступил на Радио Тираны. Работал под руководством Фадиля Кокомани, также учившегося в СССР в годы Хрущёвской оттепели. Лежо занимался литературными программами и вещанием для детей. Вместе с Кокомани проводил «шестидесятнический» курс информационной и культурной политики, пропагандировал достижения советской культуры «оттепельных» времён. Такая линия шла вразрез со сталинистской идеологией АПТ и диктаторской политикой Энвера Ходжи. Однако Кокомани и Лежо до определённого предела имели поддержку директора албанского гостелерадио Петро Кито.
Практически всю жизнь Вангель Лежо оставался другом, единомышленником и соратником Фадиля Кокомани. Они совпадали идейно и ментально, вместе работали, занимали общие политические позиции. Сходными были даже такие черты, как увлечение музыкой и фантастической литературой. Закономерным образом они разделили общую судьбу.
В 1961 Энвер Ходжа порвал с хрущёвским СССР. Политика режима дополнительно ужесточилась. Репрессиям подверглись албанцы, известные тесными связями с Советским Союзом. Усилилась цензура в СМИ. Советским гражданам было предписано покинуть Албанию — это коснулось и Инны Лежо, с дочерью вернувшейся в Москву.

## Подполье, арест, заключение
Вангель Лежо, подобно Фадилю Кокомани, был сторонником теоретического коммунизма — как бесклассового и безгосударственного общества. Он придерживался идеологии, с конца 1960-х названной «социализм с человеческим лицом». Поэтому Лежо резко отвергал тоталитарный режим ходжаизма.
В 1962 Кокомани решил приступить к революционному сопротивлению. К своему другу немедленно примкнул Лежо. Они создали подпольную организацию антиходжаистов, в которую вошли также Трифон Джагика, Роберт Вулкани, Франко Сара, Тома Рафаэли, Ставри Рафаэли. Группа распространяла листовки антирежимного содержания — против Ходжи и Шеху, в поддержку позиции СССР в советско-албанском конфликте. В качестве агитационного материала использовались также стихи Трифона Джагики — откровенно антикоммунистического содержания. В некоторых случаях, с согласия Джагики авторство приписывал себе Лежо — будучи коммунистом, он, однако, вдохновлялся поэтической стороной произведений. По последующей версии следствия, готовилось покушение на Шеху, велось наблюдение за Кадри Хазбиу и самим Энвером Ходжей. Офицер албанской армии Джагика добывал для группы оружие.
Эти действия и намерения стали известны Сигурими. Вангель Лежо предложил побег — из албанского Поградеца через Югославию в СССР. В Москве он рассчитывал воссоединиться с семьёй. Бежать Вангьель Лежо пытался в июле 1963 года вместе с Франко Сарой. Помощь им оказывал Трифон Джагика (сам он не намеревался бежать вместе с ним, поскольку, будучи убеждённым антикоммунистом, планировал уйти не в СССР, а в Италию).
20 июля 1963 Лежо, Сара и Тома Рафаэли были выслежены и арестованы Сигурими. При них обнаружили материалы для быстрого изготовления лодки, лопаты, фонарь, и револьвер советского производства. Попытка сопротивления при аресте была быстро сломлена. Вскоре Сигурими арестовала остальных участников группы, включая Фадиля Кокомани (есть предположение, что основным информатором Сигурими выступила гражданская супруга Кокомани).
6 декабря 1963 суд приговорил Вангеля Лежо к 25 годам заключения. Столько же получил Фадиль Кокомани. Трифон Джагика и Тома Рафаэли были расстреляны. Другие участники получили длительные тюремные сроки.
Пятнадцать лет Вангель Лежо отбывал срок в различных тюрьмах и трудовых лагерях. В 1978 Лежо и Кокомани были доставлены в тюрьму Спач.

## Обличительное письмо в ЦК
Лежо и Кокомани понимали свою обречённость. Они решили выступить в последний раз — в форме письма в ЦК АПТ. Объёмный текст был написан 9 июля 1978 и отправлен официальным порядком в ноябре того же года.
Ярко, жёстко и с пафосом авторы письма обличают Энвера Ходжу и руководство АПТ. В стилистике текста сказываются литературно-публицистические навыки Кокомани и Лежо. Критика диктатора и правящей партии ведётся с марксистских позиций, авторы подчёркивают коммунистический характер своих убеждений.
Кокомани и Лежо называют Энвера Ходжу «главным капиталистом и рабовладельцем албанской земли», возглавляемую им систему — антинародной эксплуататорской тиранией. Очевидна их ненависть к диктатору — «тирану», «предателю», «Молоху», «Чичикову XX века», «Харону, перевозящему в ад». Неоднократно обращается внимание на социальное происхождение Ходжи из знатной и богатой семьи, звучат такие характеристики, как «бей», «торговец», «ростовщик».
Политический строй НСРА авторы характеризуют как «феодальную тиранию», «империю шпионов и пыточных подвалов, превзошедших фашистские». Негодуют по поводу привилегий бюрократической элиты на фоне народной нищеты. Выражают презрение к «якобы коммунистам», позволившим насадить культ личности Ходжи и систему, «какую мог создать лишь Мефистофель». В то же время экономическое устройство критикуется лишь за провалы и некомпетентность. Будучи марксистами и коммунистами, авторы не предлагают экономических реформ.
Особо выделяется запрет религии — как очередное безумие и преступление. Отмечается, что такие действия «противоречат марксистской диалектике, зато повторяют буржуазно-либеральный произвол» и «открывают дверь тайному возрождению веры». Смысл этого действия предполагается в самообожествлении Ходжи, которого авторы саркастично называют «тиранским божеством» и «олимпийцем».
Большое место в письме занимает прославление Советского Союза — «родины Октября, первой страны социализма, оплота коммунизма, победоносной космической державы», «большевистской партии» и лично «верного ленинца — великого Никиты Хрущёва» (возможно, длительный отрыв от информации мешал пониманию, насколько реалии брежневского застоя отличались от запомнившихся Кокомани и Лежо времён Оттепели).
По имеющейся информации, письмо было получено и прочитано Хюсни Капо и Рамизом Алией. Предполагается, что с ним ознакомился Энвер Ходжа. После этого смертный приговор авторам стал вопросом короткого времени.
Полный текст письма Фадиля Кокомани и Вангеля Лежо впервые опубликовала газета Панорама 26 июня 2011.

## Приговор и казнь
В тюрьме Спач находились сотни осуждённых по политическим статьям. В мае 1973 в Спаче произошло крупное восстание под антикоммунистическими лозунгами. Положение вновь обострилось в 1978, когда заключённые крайне негативно отреагировали на осуществлённый Энвером Ходжей разрыв с Китаем (в КНР в это время начинались масштабные реформы). Сигурими выявила в Спаче подпольную Националистическую организацию во главе с Джелалем Копренцкой и подготовку нового восстания. Письмо в ЦК дало повод завести против Лежо и Кокомани дело о «ревизионистском» подполье в заключении.
23 февраля 1979 были произведены внутритюремные аресты Фадиля Кокомани, Вангеля Лежо, Джелаля Копренцки и одиннадцати заключённых-националистов. 9 мая суд вынес приговоры. Лежо, Кокомани и Копренцка были приговорены к смертной казни и расстреляны 28 мая 1979.

## Память
После падения коммунистического режима в Албании Вангель Лежо реабилитирован и причислен к борцам против тоталитарной диктатуры.
29 мая 2019 в мемориальном центре бывшей тюрьмы Спач прошёл литературно-музыкальный вечер памяти Вангеля Лежо, Фадиля Кокомани и Джелаля Копренцки. Участвовали бывший заключённый Спача писатель и правозащитник Фатос Лубонья (история Лежо и Кокомани занимает значительное место в его творчестве), директор Института изучения преступлений коммунизма Агрон Туфа, министр культуры Албании Эльва Маргарити, посол Австрии в Албании Йохан Саттлер.
К отмечанию 40-летнего юбилея казни подключился премьер-министр Албании Эди Рама (комментаторы связали это с политическими трудностями премьера-социалиста — ставшего мишенью протестных выступлений, вплоть до сравнений с Ходжей, и нуждающегося в улучшении своего имиджа). 20 июня 2019 в Тиране прошла церемония символического перезахоронения Фадиля Кокомани и Вангеля Лежо в резиденции главы правительства. Местонахождение их могил по сей день неизвестно, поэтому в саду резиденции установлена только мемориальная доска. Их именами названа одна из площадей албанской столицы.